# Анте Пульїч
Анте Пульїч (хорв. Ante Puljić, нар. 5 листопада 1987, Мостар) — хорватський футболіст, лівий захисник клубу «Динамо» (Загреб).
Насамперед відомий виступами за клуби «Задар».

## Ігрова кар'єра
Народився 5 листопада 1987 року в місті Мостар. Вихованець футбольної школи клубу «Хайдук» (Спліт). Протягои 2006—2011 років виступав за «Задар», згодом провів деякий час у складі «Локомотиви».
З 2012 року грає за клую «Динамо» (Загреб).